# Алцыбеев, Василий Иванович
Васи́лий Ива́нович Алцыбе́ев (29 июля [11 августа] 1916, д. Большие Ряби, Вятская губерния — 10 апреля 1995, Киров, Россия) — советский солдат, командир взвода 651-й роты связи 121-й стрелковой дивизии 60-й армии Центрального фронта. Герой Советского Союза (17.10.1943), старшина.

## Биография

### Довоенный период
Родился в д. Большие Ряби в семье крестьянина. Получил начальное образование. Работал слесарем на комбинате «Искож», затем на механическом заводе.

### Великая Отечественная война
В рядах Красной Армии — с августа 1941 года. В это же время отправлен на фронт.
В сентябре 1943 года во время битвы за Днепр в бою у села Ясногородка В. И. Алцыбеев, переправившись на другой берег, установил связь со штабом. Вместе с другими солдатами отразил десять контратак неприятеля, благодаря чему плацдарм был удержан.

Указом Президиума Верховного Совета СССР от 17 октября 1943 года за образцовое выполнение боевых заданий командования на фронте борьбы с немецко-фашистскими захватчиками и проявленные при этом мужество и героизм старшине Алцыбееву Василию Ивановичу присвоено звание Героя Советского Союза с вручением ордена Ленина и медали «Золотая Звезда».

### Послевоенные годы
Жил в Кирове. Работал на заводе Лепсе. Умер 10 апреля 1995 года. Похоронен на Макарьевском кладбище города Кирова.

## Награды
- Медаль «Золотая Звезда» Героя Советского Союза (17.10.1943, медаль № 1886)
- Орден Ленина (17.10.1943)
- Орден Отечественной войны I степени
- Орден Отечественной войны II степени
- Орден Красной Звезды
- Медали, в том числе:
  - Медаль «За победу над Германией в Великой Отечественной войне 1941—1945 гг.»
  - Юбилейная медаль «Двадцать лет Победы в Великой Отечественной войне 1941—1945 гг.»
  - Юбилейная медаль «Тридцать лет Победы в Великой Отечественной войне 1941—1945 гг.»
  - Юбилейная медаль «Сорок лет Победы в Великой Отечественной войне 1941—1945 гг.»

## Память
- Именем В. И. Алцыбеева названы улицы в посёлке Ганино города Кирова и в городе Луза Кировской области.
- Имя В. И. Алцыбеева увековечено на гранитной стеле на Аллее Славы в парке Победы города Кирова.
- Мемориальная доска в честь В. И. Алцыбеева установлена на здании электромашиностроительного завода Лепсе в Кирове (Октябрьский проспект, д. 24).

## Комментарии
1. ↑  Деревня Большие Ряби[1] в последующем входила в состав Щербининского сельсовета (центр — посёлок Ганино) Октябрьского района города Киров[2]. Не сохранилась; ныне — территория западнее деревни Большая Гора в Октябрьском районе города Киров[3].